# Hermann-Seidel-Park

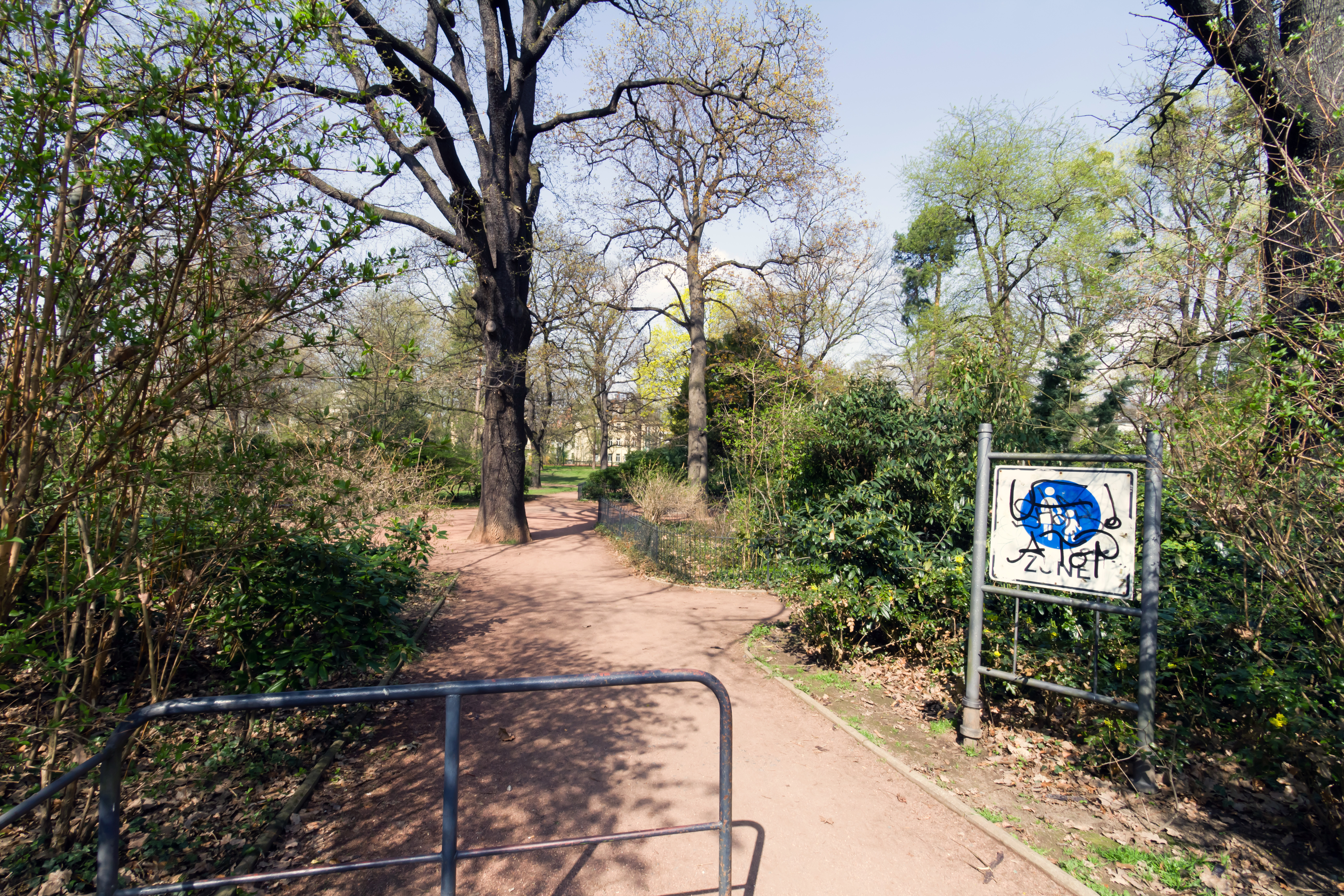
Eingang zum Park von der Ermelstraße

Der Hermann-Seidel-Park, auch bekannt als Volkspark Striesen beziehungsweise Rhododendronpark (im Volksmund Rhodo genannt), ist eine etwa zwei Hektar große öffentliche Grünanlage in Dresden-Striesen. Er befindet sich auf einem Teil der ehemaligen Fläche des Gärtnereibetriebs Hermann Seidel. Der Park wird durch die Augsburger Straße, die Eisenacher Straße, die Ermel- und die Pohlandstraße begrenzt. Die Anlage wurde nach Hermann Seidel benannt, einem Dresdner Unternehmer und Pflanzenzüchter aus der Gärtnerdynastie Seidel.

## Geschichte
Nach dem Umzug der Seidelschen Gärtnerei nach Laubegast am Ende des 19. Jahrhunderts übernahm die Stadt Dresden das Gelände zur Errichtung eines öffentlichen Parks. Die Rhododendrenzüchtungen Seidels, die an ihrem Standort stehen geblieben waren, bildeten den Grundstock für die Bepflanzung des Geländes. Ab 1920 wurde das Areal zu einem Volkspark ausgebaut. Bäume wurden gepflanzt sowie Wege, Spielplätze und eine Rodelbahn angelegt.
Bis zum Ausbruch des Zweiten Weltkriegs führte Pfunds Molkerei im Hermann-Seidel-Park einen Verkaufspavillon. Nach dem Ende des Krieges und zu Zeiten der DDR wurde die Pflege des Parks eingestellt und das Areal verwilderte. In den Jahren nach der Wende 1989/90 wurde die gesamte Parkanlage inklusive des Wegesystems, eines Kinderspielplatzes und des Märchenbrunnens restauriert.

## Märchenbrunnen

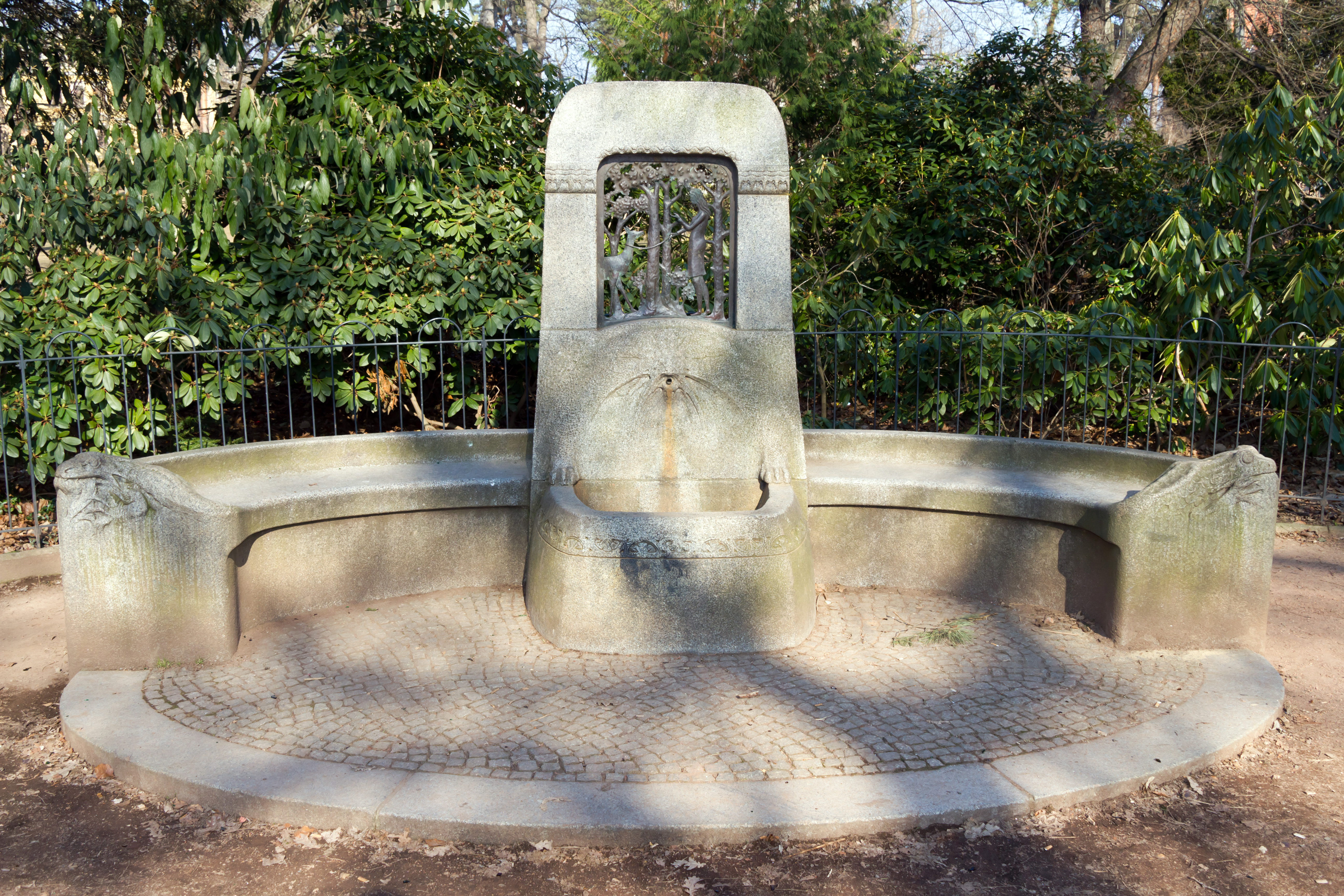
Märchenbrunnen

Der Märchenbrunnen wurde 1903 von Bruno Hietzig, dem damaligen Besitzer der C.G. Kunath Granitwerke aus Demitz-Thumitz, in Vorbereitung der Deutschen Städtebauausstellung gestiftet. Er befand sich ursprünglich auf dem Veranstaltungsgelände an der Lingnerallee und wurde später an die Johann-Georgen-Allee versetzt. Der architektonische Entwurf des Brunnens stammt aus dem Architektenbüro Schilling & Graebner, gestalterisch war Paula Hietzig, die Ehefrau des Stifters, daran beteiligt. Im Zuge der Baumaßnahmen des Deutschen Hygienemuseums wurde der Brunnen 1930 in den Hermann-Seidel-Park (damals Volkspark Striesen) versetzt. Ein Metallrelief in der Brunnenstele zeigt eine Szene des Märchens Brüderchen und Schwesterchen der Brüder Grimm.